# Юрасик, Мариуш
Мариуш Юрасик (пол. Mariusz Jurasik, род. 4 мая 1976, Жагань, Польша) — польский гандболист, бывший игрок Сборной Польши. Серебряный 2007 года и Бронзовый призёр 2009 года Чемпионатов мира по гандболу. Пятикратный Чемпион Польши и четырёхкратный обладатель Кубка Польши. 

## Биография
Начал заниматься гандболом в молодости в команде родного города Собейски Жагань. Выступал за польские гранды «Искра Кельце», «Висла». Самые лучшие годы своей спортивной карьеры провёл в немецком «Райн-Неккар Лёвен», сыграв за него шесть сезонов. В 2008 году был участником Летних Олимпийских игр в Пекине, где с командой занял 5-е место. 

## Достижения
Сборные
- Олимпийские игры
  - 5-е место — Пекин 2008
- Чемпионаты мира
  -  Серебряный призёр 2007
  -  Бронзовый призёр 2009

Командные
- Национальные
  - Чемпион Польши (5): 1998, 1999, 2002, 2010, 2012
  - Обладатель Кубка Польши (4): 2000, 2010, 2011, 2012
  - Финалист Кубка Германии (2): 2006, 2007
- Международные
  - Финалист Кубка обладателей Кубков ЕГФ: 2008
  - Полуфиналист Лиги чемпионов ЕГФ: 2009

Индивидуальные
- Лучший игрок Чемпионата Польши: 2002
- Лучший Правый крайний Чемпионата мира: 2007
- Награждён Знаком отличия «Крест Заслуги» : 2007[1]